# Васил Докторов
Васил Тодоров Докторов Кусуроглу е български революционер, деец на Вътрешна македоно-одринска революционна организация в Ахъчелебийско.

## Биография
Докторов е роден в ксантийското село Габрово, тогава в Османската империя, днес в Гърция. Завършва IV отделение. В 1899 година се присъединява към ВМОРО. Заедно с Янаки Паскалев ръководи Ксантийския околийски комитет на ВМОРО. Държи Габровския хан в Ксанти, който е основен център на революционна активност в града.
Христо Караманджуков пише за Докторов:
| „ | ...тих, кротък и любезен наглед, но иначе смел и решителен, работлив и твърд в намеренията и действията си. Затова той взе надмощие със своите качества и се наложи като ръководител даже и в Ксанти. Може да се каже, че цялата кореспонденция за околията се водеше чрез него. | “ |

В средата на 1902 година е арестуван след афера в Габрово и осъден в Одрин на 10 години затвор, но през март 1904 година е амнистиран, връща се в Ксанти и се заема с шивачество, като отново се занимава и с революционна дейност. Докторов и Паскалев подпомагат и създаването на Даръдерския комитет на ВМОРО. При намесата на България в Първата световна война през 1915 година служи в 3 полк на 11 дивизия и загива във войната.